# Estrela do Norte (Goiás)
Estrela do Norte is een gemeente in de Braziliaanse deelstaat Goiás. De gemeente telt 3.223 inwoners (schatting 2009).

## Aangrenzende gemeenten
De gemeente grenst aan Formoso, Mara Rosa, Mutunópolis en Santa Tereza de Goiás.